# Podział administracyjny Kościoła katolickiego w Kolumbii

Mapa.

Podział administracyjny Kościoła katolickiego w Kolumbii – w ramach Kościoła katolickiego w Kolumbii funkcjonuje obecnie trzynaście metropolii, w których skład wchodzi trzynaście archidiecezji i pięćdziesiąt dwie diecezje. Ponadto istnieje dziesięć wikariatów apostolskich i wojskowy ordynariat polowy, podlegające bezpośrednio do Rzymu. 
Jednostki administracyjne Kościoła katolickiego obrządku łacińskiego w Kolumbii:

## Obrządek rzymskokatolicki

### Metropolia Barranquilla
- Archidiecezja Barranquilla
  - Diecezja El Banco
  - Diecezja Riohacha
  - Diecezja Santa Marta
  - Diecezja Valledupar

### Metropolia Bogota
- Archidiecezja Bogota
  - Diecezja Engativá
  - Diecezja Facatativá
  - Diecezja Fontibón
  - Diecezja Girardot
  - Diecezja Soacha
  - Diecezja Zipaquirá

### Metropolia Bucaramanga
- Archidiecezja Bucaramanga
  - Diecezja Barrancabermeja
  - Diecezja Málaga-Soatá
  - Diecezja Socorro y San Gil
  - Diecezja Vélez

### Metropolia Cali
- Archidiecezja Cali
  - Diecezja Buenaventura
  - Diecezja Buga
  - Diecezja Cartago
  - Diecezja Palmira

### Metropolia Cartagena
- Archidiecezja Cartagena
  - Diecezja Magangué
  - Diecezja Montelibano
  - Diecezja Montería
  - Diecezja Sincelejo

### Metropolia Florencia
- Archidiecezja Florencia
  - Diecezja Mocoa-Sibundoy
  - Diecezja San Vicente del Caguán

### Metropolia Ibagué
- Archidiecezja Ibagué
  - Diecezja Espinal
  - Diecezja Florencia
  - Diecezja Garzón
  - Diecezja Líbano–Honda
  - Diecezja Neiva

### Metropolia Manizales
- Archidiecezja Manizales
  - Diecezja Armenia
  - Diecezja La Dorada-Guaduas
  - Diecezja Pereira

### Metropolia Medellín
- Archidiecezja Medellín
  - Diecezja Caldas
  - Diecezja Girardota
  - Diecezja Jericó
  - Diecezja Sonsón-Rionegro

### Metropolia Nueva Pamplona
- Archidiecezja Nowa Pamplona
  - Diecezja Arauca
  - Diecezja Cúcuta
  - Diecezja Ocaña
  - Diecezja Tibú

### Metropolia Popayán
- Archidiecezja Popayán
  - Diecezja Ipiales
  - Diecezja Pasto
  - Diecezja Tumaco

### Metropolia Santa Fe de Antioquia
- Archidiecezja Santa Fe de Antioquia
  - Diecezja Apartadó
  - Diecezja Istmina-Tadó
  - Diecezja Quibdó
  - Diecezja Santa Rosa de Osos

### Metropolia Tunja
- Archidiecezja Tunja
  - Diecezja Chiquinquirá
  - Diecezja Duitama-Sogamoso
  - Diecezja Garagoa
  - Diecezja Yopal

### Metropolia Villavicencio
- Archidiecezja Villavicencio
  - Diecezja Granada en Colombia
  - Diecezja San José del Guaviare

### Podległe bezpośrednio Stolicy Apostolskiej
- - Ordynariat Polowy Kolumbii
  - Wikariat apostolski Guapi
  - Wikariat apostolski Inírida
  - Wikariat apostolski Leticia
  - Wikariat apostolski Mitú
  - Wikariat apostolski Puerto Carreño
  - Wikariat apostolski Puerto Gaitán
  - Wikariat apostolski Puerto Leguízamo-Solano
  - Wikariat apostolski San Andrés i Providencia
  - Wikariat apostolski Tierradentro
  - Wikariat apostolski Trinidad

## Obrządek maronicki
- - Egzarchat apostolski Kolumbii